# Tobias Stimmer

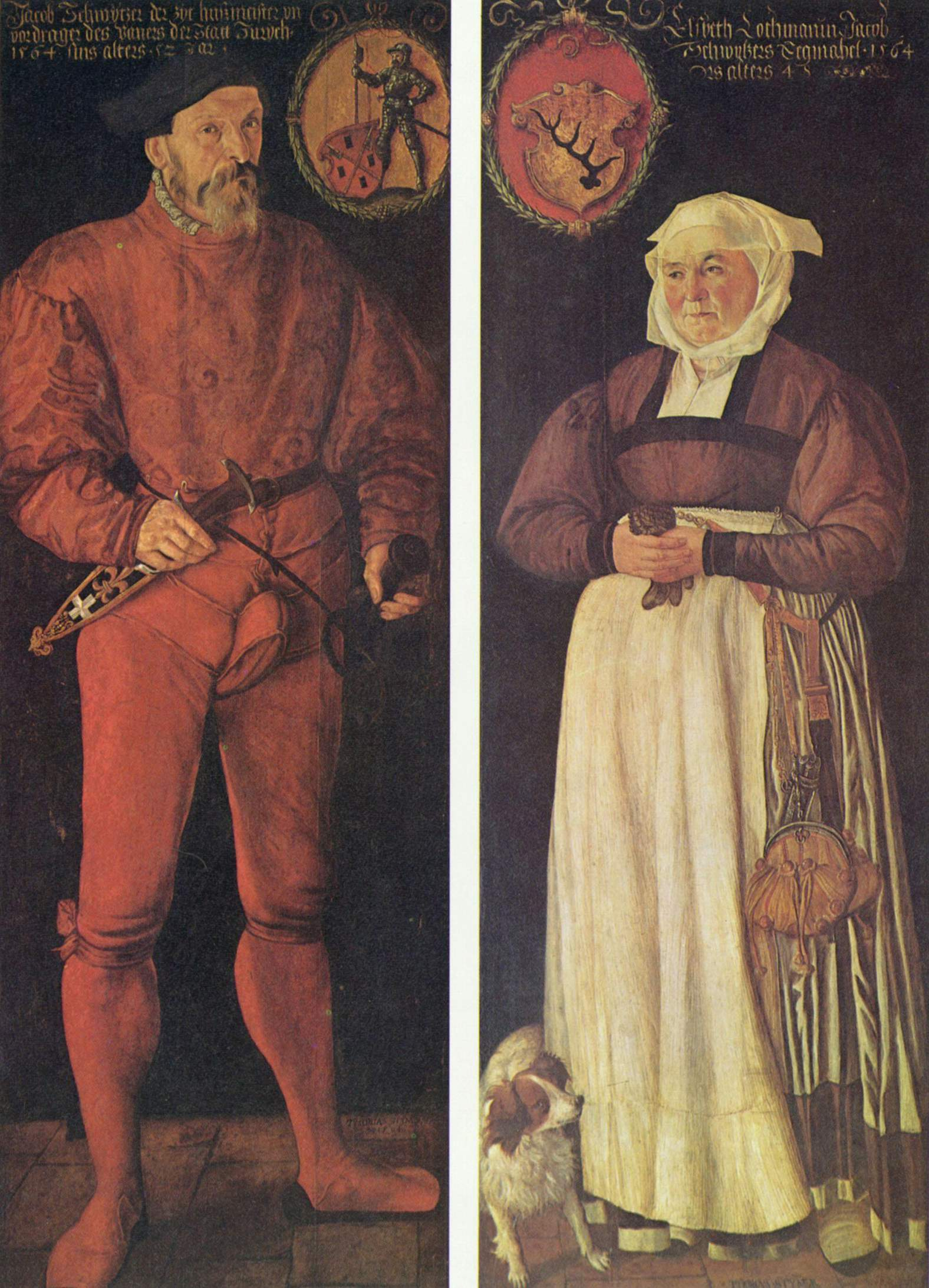
Portrait de Jacob Schwytzer et de son épouse Elsbeth Lochmann (1564).

Tobias Stimmer (7 avril 1539 à Schaffhouse, Suisse - 4 janvier 1584) est un dessinateur, peintre et graveur d'origine suisse.

## Biographie
Son père, Christoffel Stimmer, est maître d'école à Schaffhouse. Fils aîné d'une fratrie de onze enfants, Tobias Stimmer, débute probablement un apprentissage à 14 ans, à Schaffhouse ou à Zurich (sa formation n'est pas connue précisément). Certains auteurs lui attribuent un contact avec la peinture vénitienne, mais sans précisions sur un éventuel séjour dans la Cité des Doges.
En mai 1562, il achète une maison à Schaffhouse avec son père et ses frères Abel et Loth. Après un passage à Bâle, il se rend à Strasbourg où étudie son frère Isaac, et noue ses premières relations avec l'imprimeur et éditeur Bernhard Jobin. De retour en Suisse en 1564, devenant avec Hans Asper le plus important portraitiste suisse, Tobias Stimmer exécute plusieurs œuvres pour différents commanditaires, dont le portrait de Conrad Gessner, conservé à Schaffhouse, ou le diptyque des époux Schwytzer et Lochmann, conservé au Kunstmuseum de Bâle. D'autres commandes suivent, portraits de la famille Peyer à Schaffhouse, portraits de familles de Zurich et Saint-Gall. À la demande de sa ville natale, il propose un projet, qui sera retenu, pour une coupe d'argent destinée à honorer le savant Conrad Dasypodius, et décore une horloge astronomique pour l'horloger Habrecht de Schaffhouse en 1566.
Durant l'hiver 1569-1570, Tobias Stimmer se rend à Côme, dans le nord de l'Italie, à la demande de l'éditeur bâlois Pietro Perna, pour y reproduire par dessin les portraits de la célèbre galerie du cardinal-historien Paolo Giovio, ou Paul Jove. Ces dessins illustreront, quelques années plus tard, la publication de l'ouvrage Elogia virorum illustrium. Stimmer revient à Strasbourg, au printemps 1570, à l'invitation de Bernhard Jobin, et devient le parrain du fils aîné de celui-ci le 4 août suivant. Jobin est le beau-frère de l'écrivain protestant Johann Fischart, et ainsi naît la collaboration entre Jobin, Fischart et Stimmer.
Arrivé à Strasbourg en 1570, il entreprend l'année suivante les peintures du buffet de l'horloge astronomique de la cathédrale de Strasbourg, à la demande du mathématicien Conrad Dasypodius, qui avait été chargé par la ville de la construction de cette horloge avec les frères Habrecht. Stimmer réalise les peintures in situ, avec la collaboration de son jeune frère Josias. Il dessine également les grisailles des statues et les maquettes des personnages animés de l'horloge. Le sculpteur auteur des sculptures est encore inconnu. Il exécute de nombreuses maquettes de vitraux (Scheibenrisse), aussi bien pour des bâtiments officiels que pour des maisons de riches particuliers. Sa production d'illustrations pour les éditions de livres est impressionnante, les gravures se comptent par centaines. Il produit des gravures pour illustrer des scènes (Freischiessen, ou concours de tir de Strasbourg), des portraits de contemporains ou d'hommes célèbres.
Après avoir exécuté le portrait du Margrave Philipp II de Bade en 1576, il devient peintre officiel de la cour du Margrave, qui lui confie la réalisation de la décoration murale de la salle des fêtes du Neues Schloss de Baden-Baden en 1577. Il confie certaines parties à son frère Abel, qui terminera la décoration après la mort de Stimmer, devenant ainsi peintre de la cour de Bade (le château de Baden-Baden sera incendié et détruit par les troupes de Vauban lors de l'invasion de l'Allemagne).
Après avoir acquis le droit de bourgeoisie à Strasbourg en 1582, Stimmer effectue un dernier voyage à Schaffhouse en 1583, et décède subitement à Strasbourg le 14 janvier 1584 à l'âge de 45 ans.

## Œuvres

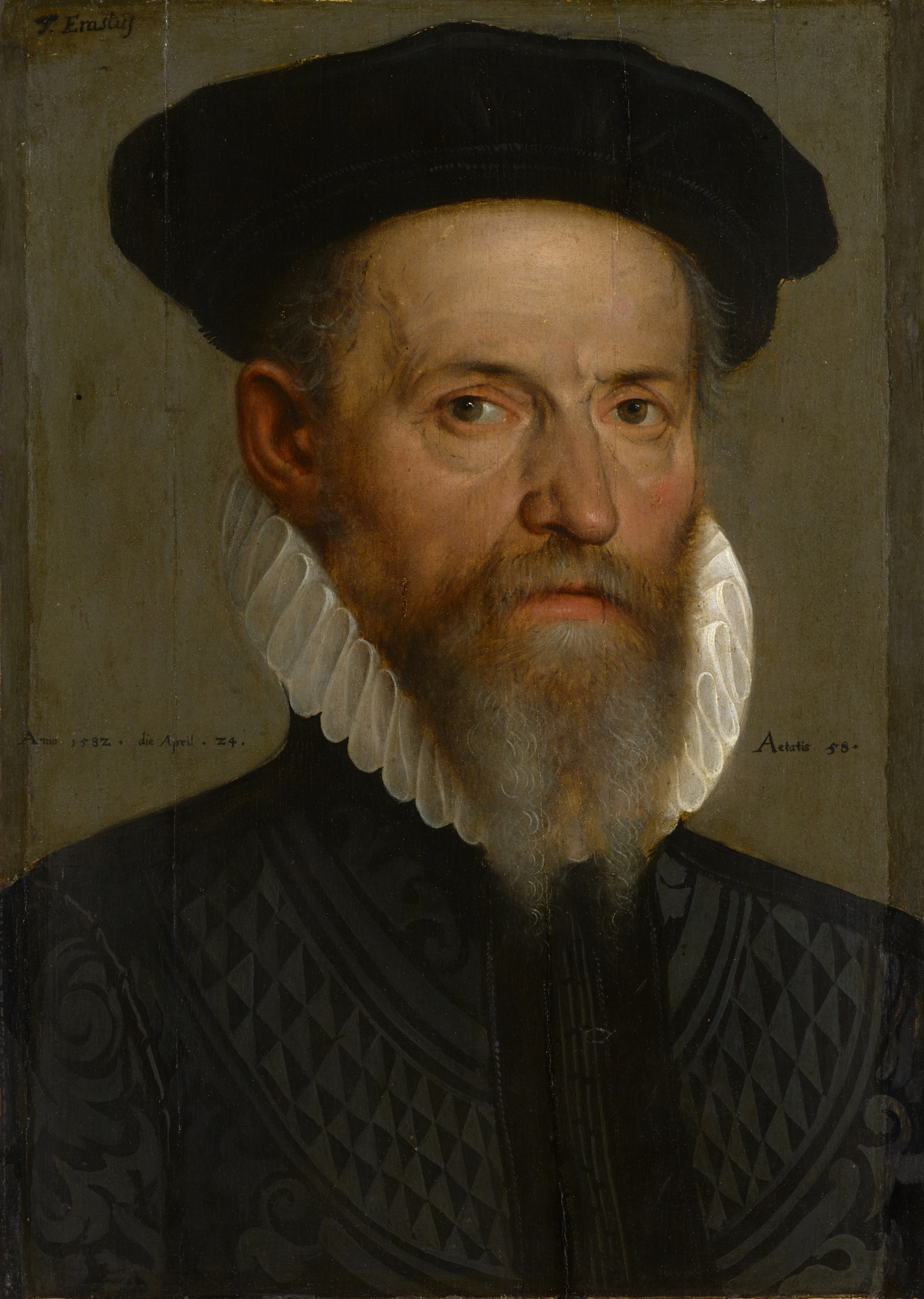
Portrait de Thomas Erastus, 1582 - Bâle, Kuntsmuseum

Très présent dans les villes de Schaffhouse, Strasbourg et Baden-Baden, essentiellement comme portraitiste, il est cependant également à l'origine de peintures murales et d'un grand nombre de gravures (scènes bibliques, allégories).
Il n'existe pas, pour l'heure, de catalogue raisonné de l’œuvre de Tobias Stimmer. Cependant, de nombreuses collections, publiques ou privées, possèdent tableaux, dessins, gravures ou livres illustrés, aussi bien en Europe qu'outre Atlantique.
Le Musée Allerheiligen de Schaffhouse (Suisse, canton de Schaffhouse), à travers la fondation Peyer, possède quelques-uns des six portraits peints par Stimmer qui subsistent dans le monde (le bombardement par erreur de l'aviation américaine, en 1945, a détruit une grande partie du musée).

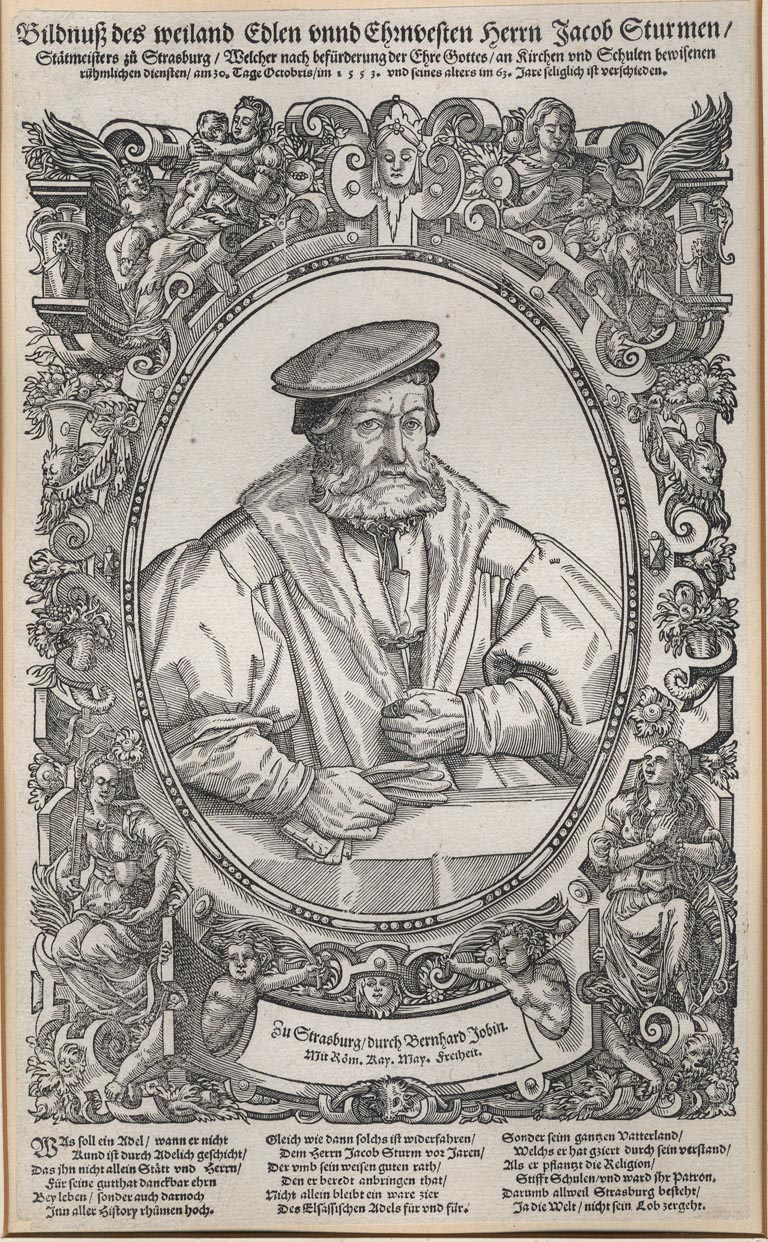
Portrait de Jacques Sturm, gravure sur bois (1568).

Subsiste aujourd'hui sa peinture murale sur le bâtiment "Haus zum Ritter" à Schaffhouse, restaurée à deux reprises depuis le XVIe siècle. 
Tobias Stimmer réalise les illustrations de nombreux ouvrages, en collaboration avec des imprimeurs, dont Bernhard Jobin à Strasbourg ou Thomas Gwarin à Bâle.

### Dessins
Beaux-Arts de Paris : 
- Étude d'homme nu, vu de profil et tenant un bâton. Détails de bras et de jambe. Plume, encre de Chine, lavis d'encre de Chine, rehauts de gouache blanche sur papier rouge, H. 0,200 ; L. 0,153 m[1]. Ce dessin daté de 1563 offre un remarquable exemple de sa production de jeunesse. Son attribution est attestée par son monogramme composé de ses initiales en capitales entrelacées. Cette étude s'apparente à une académie d'après modèle vivant. L'artiste privilégie l'attitude cambrée au détriment de l'exactitude anatomique. L'usage du papier de couleur brique rouge traduit la dette de l'artiste envers ses aînés, notamment Niklaus Manuel Deutsch et Hans Baldung. Le dessin des Beaux-Arts peut être rapproché du Christ en croix (1561, British Museum, Londres) et d'une Bacchanale (1560-1565, Staatliche Galerie, Dessau), deux dessins contemporains réalisés par Tobias Stimmer[2].
- Projet pour un vitrail aux armes des familles von Waldkirch et May, d'après Tobias Stimmer, plume, encre brune et lavis d'encre de Chine, H. 0,419 ; L. 0,315 m[3]. Cette étude de vitrail armorié n'est pas datée avec certitude, mais elle est située vers la fin des années 1560. L'auteur est certainement issu de l'entourage de Tobias Stimmer et le dessin est sans doute réalisé d'après un carton original perdu. Elle est sans doute destinée à une fenêtre réalisée à Schaffhouse, comme le révèlent les armes du commanditaire von Waldkirch[4].
- Allégorie dite de l'Âge d'or, d'après Tobias Stimmer, pinceau, lavis d'encre de Chine, rehauts de gouache blanche sur papier gris sombre, H. 0,306 ; L. 0,398 m[5]. Cette feuille présente par son sujet et son style de nombreux points communs avec d'autres feuilles du maître. Il existe au Kunstmuseum de Bâle un fragment de la composition des Beaux-Arts. La version originale de cette composition semble perdue. L'inscription Aurea A[e]tas - en haut au centre de la feuille - désigne cette scène comme une illustration du mythe de l'Âge d'or. Ce dessin, exécuté dans l'atelier de Stimmer, est sans doute l'unique témoin, avec le fragment de Bâle, d'un projet ambitieux élaboré autour des années 1580[6].